# Gabriel Wilhelmus Manek
Gabriel Wilhelmus Manek SVD (* 18. August 1913 in Ailoma, Lahurus, Oost-Nusa Tenggara, Niederländisch-Indien; † 30. November 1989 in Denver, Colorado) war ein indonesischer Ordensgeistlicher und römisch-katholischer Erzbischof, der unter anderem zwischen 1961 und 1968 Erzbischof von Ende auf Flores war.

## Leben

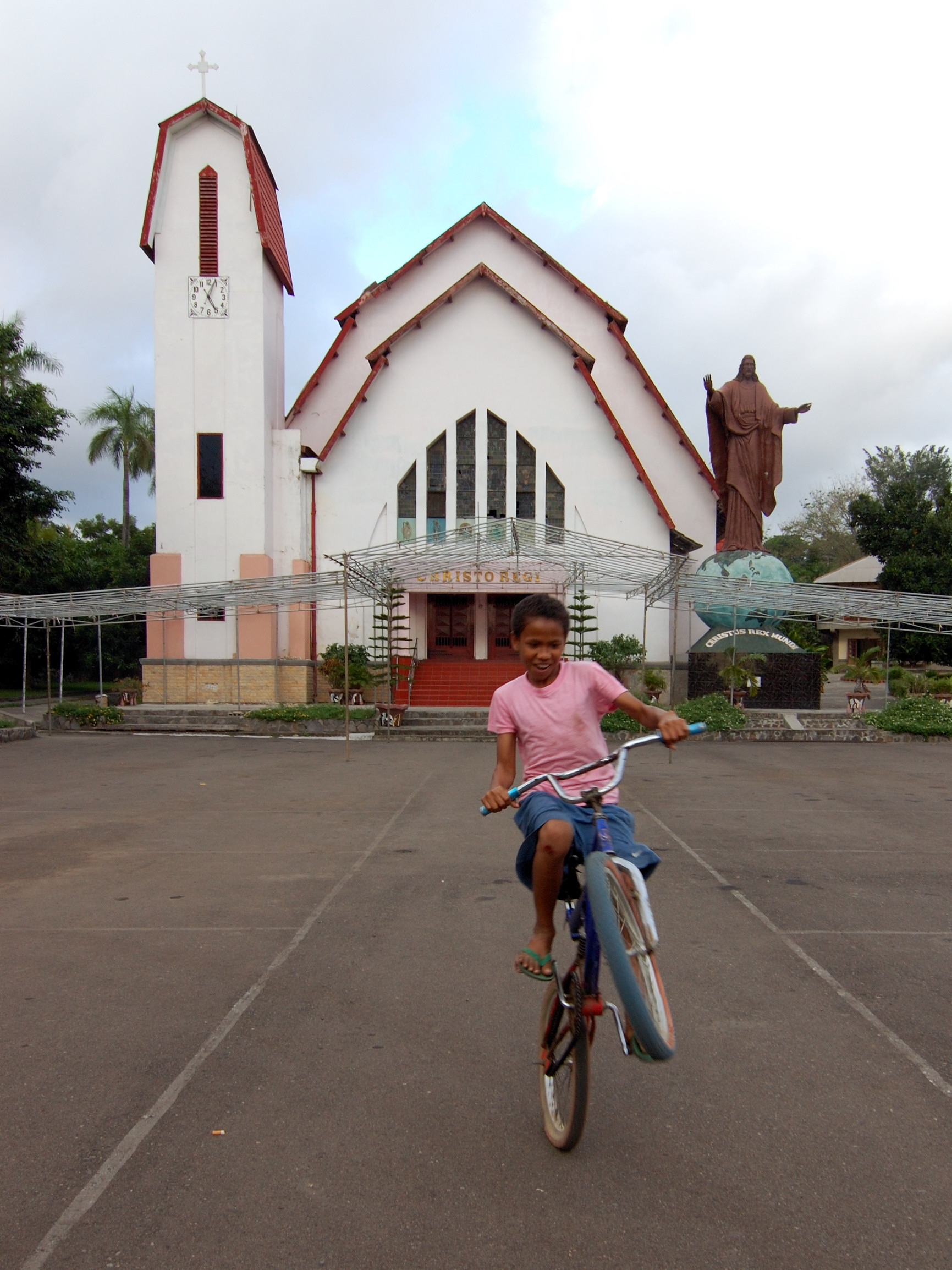
Die Kathedrale von Ende, Sitz des Erzbischofs von Ende.

Gabriel Wilhelmus Manek stammte aus einer chinesisch-timorischen Familie und empfing während des Grundschulbesuchs die Taufe. Er besuchte zunächst das Grundseminar in Todabelu sowie anschließend als einer der ersten Studenten das Priesterseminar in Ledalero. Er empfing am 28. Januar 1941 zusammen mit Karel Kale die Priesterweihe als einer der ersten beiden indonesischen Priester der Steyler Missionare, einer am 8. September 1875 in den Niederlanden unter dem Namen Gesellschaft des Göttlichen Wortes gegründeten Ordensgemeinschaft. Im November 1946 wurde er als Vertreter Timors Mitglied des Konstituierenden Parlaments von Ostindonesien. Am 8. März 1951 wurde er zum ersten Apostolischen Vikar von Larantuka sowie zugleich als Nachfolger von Eris Norman Michael O’Brien zum Titularbischof von Alinda ernannt. Als solcher empfing er am 25. April 1951 von Heinrich Leven SVD, dem Titularbischof von Arca in Armenia, die Bischofsweihe, an der der Titularbischof von Candyba Jacques Pessers SVD und der Titularbischof von Danaba Albert Soegijapranata SJ als Co-Konsekratoren teilnahmen. 1956 erlitt er in Deutschland einen schweren Verkehrsunfall und musste fast ein Jahr in einem Krankenhaus verbringen. 1958 unternahm er eine Pilgerreise nach Lourdes, die ihn zur Gründung einer Kongregation der Töchter der Königin des Rosenkranzes (Puteri Reina Rosari) inspirierte.
Am 3. Januar 1961 wurde Manek zum ersten Erzbischof von Ende ernannt und bekleidete dieses Amt bis zu seinem Rücktritt am 19. Dezember 1968. Sein Nachfolger wurde daraufhin Donatus Djagom SVD. In dieser Zeit war er während der ersten Sitzungsperiode (11. Oktober bis 8. Dezember 1962), der zweiten Sitzungsperiode (29. September bis 4. Dezember 1963) sowie der dritten Sitzungsperiode (14. September bis 21. November 1964) Konzilsvater des Zweiten Vatikanischen Konzils. Am 19. Dezember 1968 wurde er als Nachfolger von John Baptist Hubert Theunissen SMM zum Titularerzbischof proc hac vice des Titularbistums Bavagaliana ernannt und trat von diesem Amt 1976 zurück, worauf am 2. März 1978 László Paskai OFM sein Nachfolger wurde. Nach einem Rücktritt ging er in die USA, wo er mehrere Jahre lang als Missionar bei Angehörigen von Ureinwohnern tätig war.

## Hintergrundliteratur
- Karel A. Steenbrink: Catholics in Indonesia, 1808-1942: A Documented History, S. 133, 160, 174, 563, KITLV Press, 2003, ISBN 9-0671-8260-5 (Online-Version)
- Karel A. Steenbrink: Catholics in Independent Indonesia: 1945-2010, S. 70, 245 f., 253, BRILL, 2015, ISBN 9-0042-8542-3 (Online-Version)
- Alex Beding: Mgr. Gabriel Manek, SVD. Hidup dan karyanya, 2007
- Kisah peziarahan Y.M. Mgr. Gabriel Manek, S.V.D. dalam jenazah dari Techny, Illinois (USA) sampai ke Lebao (Larantuka-Indonesia). Kumpulan berita, opini-opini, sambutan-sambutan, khotbah perihal Mgr. Gabriel Manek, S.V.D. selama peziarahan jenazahnya, 2008